# Olaf Helset
Olaf Helset, né le 28 juillet 1892 et mort le 21 août 1960, est un officier militaire et dirigeant sportif norvégien.
Il est l'un des officiers norvégiens les plus actifs durant l'occupation de la Norvège par le Troisième Reich.

## Biographie

### Enfance
Olaf Helset est le fils de Peder Helset (1854-1941) et d'Ingeborg Kristiane Skjegstad (1862-1943). Il est né à Nannestad mais il a grandi à Romerike. Il étudie au Krigsskolen puis École supérieure d'éducation physique et sportive (Norvège) (en) et au collège militaire de Norvège.

### Carrière sportive
Il est le président de la Fédération norvégienne de ski entre 1930 et 1932.

### Carrière militaire
Il participe à la bataille de Midtskogen.

## Vie personnelle
Olaf Helset s'est marié le 31 mars 1920 avec Nini Eugénie Hansen (1894-1964).

## Récompenses reçues
- Croix de guerre (Norvège)
- Ordre de la Croix de la Liberté
- King's Medal for Courage in the Cause of Freedom
- Ordre de Saint-Olaf
- Commandeur de la Légion d'honneur
- Ordre de l'Épée

## Publications
- (no) Olaf Helset, Norges skiforbund, dets tilblivelse og virke 1908–1933 (sm.m. K. V. Amundsen), 1933
- (no) Olaf Helset, Forsvaret. Militær og sivil opplæring (red.), 1957